# Домінік Паріс
Домінік Паріс (італ. Dominik Paris) — італійський гірськолижник, що спеціалізується в швидкісних дисциплінах,  чемпіон  світу та призер чемпіонату світу.
Золоту медаль світового чемпіона Паріс здобув на чемпіонаті 2019 року в супергіганті.  

## Результати чемпіонатів світу
| Рік  | Вік | Слалом | Гігантський слалом | Супергігант | Швидкісний спуск | Комбінація |
| ---- | --- | ------ | ------------------ | ----------- | ---------------- | ---------- |
| 2011 | 21  | —      | —                  | —           | 20               | DNF2       |
| 2013 | 23  | —      | —                  | —           | 2                | 9          |
| 2015 | 25  | —      | —                  | 14          | 23               | 10         |
| 2017 | 27  | —      | —                  | 9           | 13               | 4          |
| 2019 | 29  |        |                    | 1           |                  |            |

## Результати Олімпійських ігор
| Рік  | Вік | Слалом | Гігантський слалом | Супергігант | Швидкісний спуск | Комбінація |
| ---- | --- | ------ | ------------------ | ----------- | ---------------- | ---------- |
| 2010 | 20  | —      | —                  | —           | —                | 13         |
| 2014 | 24  | —      | —                  | 16          | 11               | 18         |
| 2018 | 28  | —      | —                  | 7           | 4                | DNF2       |